# سامي جرافانو
سلفاتوري " سامي الثور " "Sammy the Bull" جرافانو (من مواليد 12 مارس 1945) هو رجل عصابات أمريكي سابق أصبح رئيسًا لعصابات الجريمة المنظمة (المافيا) تدعى بعائلة غامبينو . باعتباره underboss، لعب جرافانو دورًا رئيسيًا في محاكمة جون جوتي، رئيس عائلة غامبينو، من خلال موافقته على الإدلاء بشهادته كشاهد حكومي ضد رئيسه وضد رجال العصابات الآخرين في صفقة اعترف فيها بالتورط في 19 جريمة قتل.
في الأول كان شريكًا لعصابة مافيا اخرى تسمى بعائلة كولومبو ، ثم لاحقًا لفصيل بروكلين من عائلة جامبينو، كان جرافانو فردا من المجموعة التي تآمرت لقتل رئيس عائلة جامبينو بول كاستيلانو في عام 1985. لعب جرافانو دورًا رئيسيًا في تخطيط وتنفيذ مقتل كاستيلانو، جنبًا إلى جنب مع جون جوتي وأنجيلو روجيرو وفرانك ديسيكو وجوزيف أرمون .